# Dyskografia 5 Seconds of Summer
Dyskografia 5 Seconds of Summer – australijskiego pop-rockowego zespołu składa się z czterech albumów studyjnych, dwóch albumów koncertowych, siedmiu minialbumów oraz dwudziestu jeden singli.
5 Seconds of Summer rozpoczęli swoją karierę w grudniu 2010 roku, kiedy Luke Hemmings, Michael Clifford i Calum Hood, którzy uczęszczali do Norwest Christian College, zaczęli publikować covery popularnych piosenek w serwisie YouTube. W grudniu 2011 roku do zespołu dołączył perkusista Ashton Irwin.
Zespół zadebiutował na światowych rynkach muzycznych wydanym 5 lutego 2014 roku singlem „She Looks so Perfect”, który uplasował się na pierwszym miejscu notowania UK Singles Chart w Wielkiej Brytanii. 5 Seconds of Summer stali się czwartym australijskim zespołem, który osiągnął pierwsze miejsce w Wielkiej Brytanii i pierwszym, który to zrobił od 14 lat. 9 kwietnia 2014 roku minialbum „She Looks so Perfect” zadebiutowała na 2. miejscu Billboard 200.
22 lipca 2014 roku ukazał się debiutancki album zespołu zatytułowany po prostu 5 Seconds of Summer. Krążek osiągnął szczyt notowań najpopularniejszych albumów w trzynastu krajach. Album był promowany jeszcze przez trzy single „Don't Stop”, „Amnesia” oraz „Good Girls”.
17 lipca 2015 roku ukazał się utwór „She's Kinda Hot”, który był pierwszym singlem promującym ich drugi album studyjny pt. Sounds Good Feels Good.
Trzeci album studyjny grupy Youngblood powtórzył sukces poprzednich krążków docierając na szczyt notowań w Australii oraz Stanach Zjednoczonych. Z czterech singli wydanych z albumu największy sukces osiągnął tytułowy „Youngblood”, który stał się hitem na całym świecie. 
27 marca 2020 roku swoją premierę miał czwarty album grupy pt. Calm.

## Albumy

### Albumy studyjne
| Rok  | Album                                                                          | Pozycja na liście | Pozycja na liście | Pozycja na liście | Pozycja na liście | Pozycja na liście | Pozycja na liście | Pozycja na liście | Pozycja na liście | Pozycja na liście | Pozycja na liście | Sprzedaż                                                                                      | Certyfikat |
| Rok  | Album                                                                          | AUS               | BEL               | CAN               | DEN               | IRE               | NLD               | NZL               | PL                | UK                | USA               | Sprzedaż                                                                                      | Certyfikat |
| ---- | ------------------------------------------------------------------------------ | ----------------- | ----------------- | ----------------- | ----------------- | ----------------- | ----------------- | ----------------- | ----------------- | ----------------- | ----------------- | --------------------------------------------------------------------------------------------- | --- |
| 2014 | 5 Seconds of Summer - Data: 27 czerwca 2014 - Wydawca: Capitol Records         | 1                 | 1                 | 1                 | 1                 | 1                 | 1                 | 1                 | 7                 | 2                 | 1                 | - USA: 1 000 000+ - UK: 300 000+ - AUS: 140 000+ - CAN: 80 000+ - MEX: 60 000+ - POL: 10 000+ | - USA: platynowa płyta - UK: platynowa płyta - AUS: 2× platynowa płyta - CAN: platynowa płyta - MEX: platynowa płyta - POL: złota płyta |
| 2015 | Sounds Good Feels Good - Data: 23 października 2015 - Wydawca: Capitol Records | 1                 | 2                 | 1                 | 3                 | 1                 | 1                 | 2                 | 10                | 1                 | 1                 | - USA: 500 000+ - UK: 100 000+ - AUS: 35 000+ - POL: 10 000+                                  | - USA: złota płyta - UK: złota płyta - AUS: złota płyta - POL: złota płyta                                                              |
| 2018 | Youngblood - Data: 15 czerwca 2018 - Wydawca: Capitol Records                  | 1                 | 3                 | 3                 | 7                 | 3                 | 2                 | 2                 | 9                 | 3                 | 1                 | - USA: 1 000 000+ - UK: 100 000+ - CAN: 80 000+ - AUS: 35 000+ - ITA: 25 000+ - POL: 20 000+  | - USA: platynowa płyta - UK: złota płyta - CAN: platynowa płyta - AUS: złota płyta - ITA: złota płyta - POL: platynowa płyta            |
| 2020 | Calm - Data: 27 marca 2020 - Wydawca: Interscope Records                       | 1                 | 7                 | –                 | –                 | 4                 | 5                 | 4                 | –                 | 1                 | 62                | - UK: 60 000+ - POL: 20 000+                                                                  | - UK: srebrna płyta - POL: platynowa płyta                                                                                              |

### Albumy koncertowe
| Rok  | Album                                                                       | Pozycja na liście | Pozycja na liście | Pozycja na liście | Pozycja na liście | Pozycja na liście | Pozycja na liście | Pozycja na liście | Sprzedaż        |
| Rok  | Album                                                                       | AUS               | BEL               | IRE               | NLD               | NZL               | UK                | USA               | Sprzedaż        |
| ---- | --------------------------------------------------------------------------- | ----------------- | ----------------- | ----------------- | ----------------- | ----------------- | ----------------- | ----------------- | --------------- |
| 2014 | LiveSOS - Data: 15 grudnia 2014 - Wydawca: Capitol Records                  | 7                 | 41                | 19                | 26                | 23                | 31                | 13                | - USA: 66 tys.+ |
| 2018 | Meet You There Tour Live - Data: 21 grudnia 2018 - Wydawca: Capitol Records | –                 | –                 | –                 | –                 | –                 | –                 | –                 |                 |

### Minialbumy
| 2012                       | Unplugged - Data: 26 czerwca 2012 - Wydawca: Capitol Records          | – | –  | – |                  |                    |
| 2012                       | Somewhere New - Data: 7 grudnia 2012 - Wydawca: Capitol Records       | – | 36 | – | - AUS: 35 000+   | - AUS: złota płyta |
| 2014                       | She Looks So Perfect - Data: 23 marca 2014 - Wydawca: Capitol Records | 1 | –  | 2 | - USA: 316 tys.+ |                    |
| 2014                       | Don’t Stop - Data: 15 czerwca 2014 - Wydawca: Capitol Records         | – | –  | – |                  |                    |
| 2014                       | Amnesia - Data: 5 września 2014 - Wydawca: Capitol Records            | – | –  | – |                  |                    |
| 2014                       | Good Girls - Data: 14 listopada 2014 - Wydawca: Capitol Records       | – | –  | – |                  |                    |
| 2015                       | She’s Kinda Hot - Data: 28 sierpnia 2015 - Wydawca: Capitol Records   | – | –  | – |                  |                    |
| „–” album nie był notowany |                                                                       |   |    |   |                  |                    |

### Albumy wideo
| Rok  | Album                                         | Sprzedaż      | Certyfikat         |
| ---- | --------------------------------------------- | ------------- | ------------------ |
| 2015 | How Did We End Up Here? Live At Wembley Arena | - AUS: 7 500+ | - AUS: złota płyta |

## Single
| Rok                                                    | Tytuł                                        | Najwyższa pozycja | Najwyższa pozycja | Najwyższa pozycja | Najwyższa pozycja | Najwyższa pozycja | Najwyższa pozycja | Najwyższa pozycja | Najwyższa pozycja | Najwyższa pozycja | Najwyższa pozycja | Certyfikat | Album                  |
| Rok                                                    | Tytuł                                        | AUS               | BEL               | CAN               | DEN               | FRA               | IRE               | NL                | NZ                | UK                | US                | Certyfikat | Album                  |
| ------------------------------------------------------ | -------------------------------------------- | ----------------- | ----------------- | ----------------- | ----------------- | ----------------- | ----------------- | ----------------- | ----------------- | ----------------- | ----------------- | --- | ---------------------- |
| 2012                                                   | „Out of My Limit”                            | –                 | –                 | –                 | –                 | –                 | –                 | –                 | –                 | –                 | –                 | | Somewhere New EP       |
| 2014                                                   | „She Looks So Perfect”                       | 1                 | 20                | 25                | 12                | 40                | 1                 | 13                | 1                 | 1                 | 24                | - USA: 2× platynowa płyta - UK: platynowa płyta - AUS: 5× platynowa płyta - CAN: platynowa płyta - BRA: platynowa płyta                                    | 5 Seconds of Summer    |
| 2014                                                   | „Don’t Stop”                                 | 3                 | 16                | 34                | 18                | 63                | 1                 | 25                | 1                 | 2                 | 47                | - USA: złota płyta - UK: złota płyta - AUS: 2× platynowa płyta                                                                                             | 5 Seconds of Summer    |
| 2014                                                   | „Amnesia”                                    | 7                 | 21                | 19                | 6                 | 54                | 3                 | 28                | 6                 | 7                 | 16                | - USA: 2× platynowa płyta - UK: złota płyta - AUS: 4× platynowa płyta - CAN: złota płyta - DEN: złota płyta                                                | 5 Seconds of Summer    |
| 2014                                                   | „Good Girls”                                 | 19                | 40                | 27                | 18                | 97                | 12                | 88                | 15                | 19                | 34                | - USA: platynowa płyta - UK: srebrna płyta - AUS: platynowa płyta                                                                                          | 5 Seconds of Summer    |
| 2014                                                   | „What I Like About You”                      | –                 | –                 | –                 | –                 | –                 | –                 | –                 | –                 | 137               | –                 | | LiveSOS                |
| 2015                                                   | „She’s Kinda Hot”                            | 6                 | 46                | 27                | —                 | 62                | 7                 | 57                | 11                | 14                | 22                | - USA: platynowa płyta - UK: srebrna płyta - AUS: platynowa płyta                                                                                          | Sounds Good Feels Good |
| 2015                                                   | „Hey Everybody!”                             | 70                | –                 | –                 | –                 | –                 | 49                | –                 | –                 | 49                | –                 | | Sounds Good Feels Good |
| 2015                                                   | „Jet Black Heart”                            | 34                | –                 | –                 | –                 | 152               | 78                | 98                | –                 | 60                | 95                | | Sounds Good Feels Good |
| 2016                                                   | „Girls Talk Boys”                            | 21                | –                 | 87                | –                 | 35                | 39                | 81                | –                 | 28                | 68                | - AUS: złota płyta | Ghostbusters           |
| 2018                                                   | „Want You Back”                              | 32                | –                 | 57                | –                 | 82                | 26                | –                 | –                 | 22                | 61                | - USA: złota płyta - UK: srebrna płyta - AUS: platynowa płyta - BRA: platynowa płyta - CAN: złota płyta                                                    | Youngblood             |
| 2018                                                   | „Youngblood”                                 | 1                 | 5                 | 3                 | 2                 | 110               | 4                 | 7                 | 1                 | 4                 | 7                 | - USA: 6× platynowa płyta - UK: 3× platynowa płyta - AUS: 13× platynowa płyta - BRA: 2× diamentowa płyta - DEN: 3× platynowa płyta - POL: diamentowa płyta | Youngblood             |
| 2018                                                   | „Valentine”                                  | 85                | –                 | –                 | –                 | –                 | –                 | –                 | –                 | –                 | –                 | - AUS: złota płyta - BRA: złota płyta | Youngblood             |
| 2018                                                   | „Killer Queen”                               | –                 | –                 | –                 | –                 | –                 | –                 | –                 | –                 | –                 | –                 | | singel niealbumowy     |
| 2018                                                   | „Lie to Me” (gośc. Julia Michaels)           | 38                | –                 | –                 | –                 | –                 | 42                | –                 | –                 | 99                | –                 | | Youngblood             |
| 2019                                                   | „Easier” (oryginał lub remix z Charlie Puth) | 12                | 48                | 37                | 25                | –                 | 25                | 66                | 16                | 27                | 48                | - USA: platynowa płyta - UK: srebrna płyta - AUS: 2× platynowa płyta - BRA: 2× platynowa płyta - CAN: platynowa płyta - POL: platynowa płyta               | Calm                   |
| 2019                                                   | „Teeth”                                      | 15                | –                 | 63                | 38                | –                 | 42                | 31                | 25                | 46                | –                 | - USA: złota płyta - UK: srebrna płyta - AUS: 2× platynowa płyta - BRA: 3× platynowa płyta - POL: 2× platynowa płyta - DEN: złota płyta                    | Calm                   |
| 2020                                                   | „No Shame”                                   | 63                | –                 | –                 | –                 | –                 | 56                | –                 | –                 | 68                | –                 | | Calm                   |
| 2020                                                   | „Old Me”                                     | 39                | –                 | –                 | –                 | –                 | 70                | 29                | –                 | –                 | –                 | - BRA: platynowa płyta - CAN: złota płyta - AUS: złota płyta                                                                                               | Calm                   |
| 2020                                                   | „Wildflower”                                 | –                 | –                 | –                 | –                 | –                 | 80                | –                 | –                 | 81                | –                 | | Calm                   |
| „–” oznacza, że utwór nie był notowany na danej liście |                                              |                   |                   |                   |                   |                   |                   |                   |                   |                   |                   | |                        |

### Z gościnnym udziałem
| Rok  | Tytuł                                                           | Najwyższa pozycja | Najwyższa pozycja | Najwyższa pozycja | Najwyższa pozycja | Najwyższa pozycja | Najwyższa pozycja | Najwyższa pozycja | Najwyższa pozycja | Certyfikat | Album         |
| Rok  | Tytuł                                                           | AUS               | BEL               | CAN               | IRE               | NL                | NZ                | UK                | US                | Certyfikat | Album         |
| ---- | --------------------------------------------------------------- | ----------------- | ----------------- | ----------------- | ----------------- | ----------------- | ----------------- | ----------------- | ----------------- | --- | ------------- |
| 2019 | „Who Do You Love” (The Chainsmokers; gośc. 5 Seconds of Summer) | 13                | 21                | 31                | 19                | 52                | 26                | 34                | 52                | - USA: 2× platynowa płyta - UK: srebrna płyta - CAN: 2× platynowa płyta - AUS: 2× platynowa płyta - BRA: 3× platynowa płyta - POL: złota płyta | World War Joy |

### Promocyjne
| Rok                                                    | Tytuł                     | Najwyższa pozycja | Najwyższa pozycja | Najwyższa pozycja | Najwyższa pozycja | Najwyższa pozycja | Najwyższa pozycja | Najwyższa pozycja | Najwyższa pozycja | Najwyższa pozycja | Najwyższa pozycja | Album                  |
| Rok                                                    | Tytuł                     | AUS               | BEL               | CAN               | DEN               | FRA               | IRE               | NL                | NZ                | UK                | US                | Album                  |
| ------------------------------------------------------ | ------------------------- | ----------------- | ----------------- | ----------------- | ----------------- | ----------------- | ----------------- | ----------------- | ----------------- | ----------------- | ----------------- | ---------------------- |
| 2014                                                   | „Kiss Me Kiss Me”         | 14                | 29                | 26                | 7                 | 62                | 54                | 37                | 10                | 110               | 28                | 5 Seconds of Summer    |
| 2014                                                   | „Everything I Didn’t Say” | 11                | 31                | 18                | 8                 | 59                | 97                | 36                | 8                 | 130               | 24                | 5 Seconds of Summer    |
| 2015                                                   | „Fly Away”                | 26                | –                 | 84                | –                 | 138               | 6                 | –                 | –                 | 44                | 100               | Sounds Good Feels Good |
| 2015                                                   | „Money”                   | 69                | –                 | –                 | –                 | –                 | –                 | –                 | –                 | 88                | –                 | Sounds Good Feels Good |
| „–” oznacza, że utwór nie był notowany na danej liście |                           |                   |                   |                   |                   |                   |                   |                   |                   |                   |                   |                        |

### Inne certyfikowane utwory
| Rok  | Tytuł          | Certyfikat | Album      |
| ---- | -------------- | --- | ---------- |
| 2018 | „Lie to Me”    | - UK: srebrna płyta - AUS: 2× platynowa płyta - BRA: platynowa płyta - CAN: złota płyta - POL: złota płyta - POR: złota płyta | Youngblood |
| 2018 | „Ghost of You” | - USA: złota płyta - UK: srebrna płyta - AUS: złota płyta                                                                     | Youngblood |

## Teledyski
| Rok  | Tytuł                              | Reżyseria                  |
| ---- | ---------------------------------- | -------------------------- |
| 2012 | „Out of My Limit”                  | Bryce Jepsen               |
| 2013 | „Heartbreak Girl”                  | Charlie Miller             |
| 2013 | „Try Hard”                         | Ben Winston                |
| 2013 | „Wherever You Are”                 | Ben Winston                |
| 2014 | „She Looks So Perfect”             | Frank Borin                |
| 2014 | „Don’t Stop”                       | Isaac Rentz                |
| 2014 | „Amnesia”                          | Isaac Rentz                |
| 2014 | „Good Girls”                       | Isaac Rentz                |
| 2014 | „What I Like About You”            | Tom van Schelven           |
| 2015 | „She’s Kinda Hot”                  | Chris Hugall               |
| 2015 | „Hey Everybody!”                   | Isaac Rentz                |
| 2015 | „Jet Black Heart”                  | Tom Van Schelven           |
| 2016 | „Girls Talk Boys”                  | Isaac Rentz                |
| 2018 | „Want You Back”                    | James Larese               |
| 2018 | „Youngblood” (wersja alternatywna) | Conor Butler               |
| 2018 | „Youngblood”                       | Frank & Ivanna Borin       |
| 2018 | „Valentine”                        | Andy DeLuca & Ashton Irwin |
| 2018 | „Lie To Me”                        | Brendan Vaughan            |
| 2019 | „Easier”                           | Grant Singer               |
| 2019 | „Teeth”                            | Thibaut Duverneix          |
| 2020 | „No Shame”                         | Hannah Lux Davis           |
| 2020 | „Old Me”                           | Hannah Lux Davis           |